# Тјерани
Тјерани (слч. Terany) су насељено мјесто са административним статусом сеоске општине (слч. obec) у округу Крупина, у Банскобистричком крају, Словачка Република.

## Становништво
| Година:    | 1994. | 2004.   | 2014.    | 2024.   |
| ---------- | ----- | ------- | -------- | ------- |
| Број људи: | 713   | 727     | 639      | 588     |
| Разлика:   |       | +1,96 % | -12,10 % | -7,98 % |

| Година:    | 2023. | 2024. |
| ---------- | ----- | ----- |
| Број људи: | 588   | 588   |
| Разлика:   |       | +0 %  |

Према подацима о броју становника из 2024. године насеље је имало 588 становника.